# Sébastien Huguenet I
Pour les articles homonymes, voir Huguenet.
Sébastien Huguenet (vers 1625 - avant 1703) est un organiste français du XVIIe siècle.

## Biographie
Sébastien Huguenet est organiste de Saint Jean-Baptiste de Chaumont (cité en 1644, 1652, 1654). Il n'est pas originaire de Chaumont où il vient se fixer. Il est le père d'une lignée de musiciens de cour, dont ses fils Pierre Huguenet et Sébastien Huguenet.